# Thần Tịch duyên
Tam sinh tam thế: Thần Tịch duyên hay Tình yêu và định mệnh (Tiếng Trung:宸汐缘; Bính âm:Chén xī yuán; Tiếng Anh: Love and Destiny), là bộ phim truyền hình thần thoại cổ trang Trung Quốc năm 2019 với sự tham gia của Trương Chấn và Nghê Ni. Bộ phim được công chiếu lần đầu trên iQIYI vào ngày 15 tháng 7 năm 2019, sau đó bộ phim được phát sóng toàn quốc trên Truyền hình Hồ Bắc và Truyền hình Thâm Quyến vào ngày 26 tháng 1 năm 2020.

## Nội dung
Vạn năm trước, Chiến thần Cửu Thần (Trương Chấn thủ vai) vì phong ấn Ma Thần mà rơi vào trạng thái ngủ say, đột nhiên vì thiếu nữ Linh Tịch (Nghê Ni thủ vai) đi lạc mà thức tỉnh. Trong quá trình chung sống, hai người dần nảy sinh tình cảm, Linh Tịch được phát hiện trời sinh sát khí, mà sát khí này lại chính là linh dược của Ma tộc, giúp mở phong ấn giải thoát Ma Thần gây họa cho chúng sinh. Đây là điều tối kị, vận mệnh hai người từ đây gặp nhiều trắc trở. Cửu Thần không muốn giết người vô tội, gánh vác áp lực, cứu lại Linh Tịch, bài trừ sát khí. Dưới sự giúp đỡ của Cửu Thần, Linh Tịch từ một thiếu nữ ngây thơ trở thành người dẫn dắt người trong tộc chống lại Ma Thần. Hai người trải qua bao nhiêu gian khổ, khó khăn cuối cùng cũng tìm được tình yêu. Ngay khi hai người đến được với nhau và tận hưởng tình yêu ngọt ngào của mình, thì Ma Thần đã phá vỡ phong ấn, gây tai họa cho toàn nhân gian, bách tính rơi vào bể khổ lầm than. Đối mặt với an nguy thiên hạ, Cửu Thần không chút do dự, gách vác trách nhiệm chiến thần, cùng Ma Thần ác chiến nhiều ngày, lần thứ hai khắc chế Ma Thần bảo vệ thiên hạ, song Cửu Thần vì hao tổn hết tu vi, kiệt sức, cuối cùng đã ngã vào vòng tay của người mình yêu, Linh Tịch.

## Phân vai

### Nhân vật chính
| Diễn viên   | Nhân vật  | Giới thiệu |
| ----------- | --------- | --- |
| Trương Chấn | Cửu Thần  | Thượng thần, đảm nhiệm Nhất phẩm Thần vị của Thiên tộc, nắm giữ Côn Ngô Kiếm. Năm vạn năm trước, Thần Ma đại chiến, vì phong ấn Ma Quân mà rơi vào trạng thái ngủ say, được đánh thức bởi Linh Tịch                                                           |
| Nghê Ni     | Linh Tịch | Hậu duệ cuối cùng của Đan Điểu tộc. Con gái của Linh Nguyệt và Mạch Hoan. Cô được Lạc Bá nhận làm con nuôi và ẩn náu trong rừng Đào Hoa để ngăn Ma tộc phát hiện ra cô do ma khí của cô. Nguyên hình của cô là một con Phượng hoàng, đang chờ được đánh thức. |
| Nghê Ni     | Lâm Mặc   | Danh tính của Linh Tịch ở phàm gian trong quá trình lịch kiếp. Cô được Lâm Thiếu Hải nhận làm con nuôi vì vợ anh không thể sinh con. Cô bé bị câm điếc bẩm sinh, bản chất hiền lành và thường xuyên bị bắt nạt. Tuy nhiên, cô ấy tốt bụng và giỏi về y thuật. |

### Thiên tộc
| Diễn viên        | Nhân vật             | Giới thiệu |
| ---------------- | -------------------- | --- |
| Lý Gia Minh      | Vân Phong            | Thượng thần, cư trú ở Phim Liêm điện. Đệ tử cuối cùng của Thượng Quan Thiên Hạ và là sư đệ của Cửu Thần. Ban đầu anh bị Thanh Dao ghét vì không cứu được phu quân của Thanh Dao, nhưng sau đó trở thành tình nhân với Thanh Dao. Anh ta có vẻ ngoài phóng túng và vô chủ, nhưng trung thành và hài hước. |
| Hải Linh         | Nguyên Đồng          | Thượng tiên, một trong Tứ đại tướng quân của Thiên tộc. Muội muội của Nguyên Chinh. Cô có một tình yêu đơn phương dành cho Cửu Thần. Vì sinh lòng đố kỵ và ghen tuông, cô đã làm nhiều việc xấu, cuối cùng bị trục xuất khỏi Cửu Thiên.                                                                  |
| Trương Hải Vũ    | Tư Mệnh              | Thiên Cung Tư Mệnh Tinh Quân, chủ quản sổ ghi chép sinh mệnh phàm nhân, cư ngụ tại Tư Mệnh cung. Anh là bạn thân của Thập Tam, nhưng cảm thấy khó xử khi ở cạnh cô do cô phải lòng anh. |
| Na Quảng Tử      | Thập Tam             | Thượng tiên, Giao nhân tộc. Từng là nam tướng quân dưới quyền của Cửu Thần, có pháp khí nặng bốn ngàn cân "Hỗn Kim Đang". Giao nhân tộc khi 500 tuổi có thể thay đổi giới tính, bởi vì có tình cảm mới Tư Mệnh, quyết định trở thành nữ nhân.                                                            |
| Hắc Tử           | Thiên Lôi Chân Quân  | Thượng thần, cư ngụ tại Thiên Lôi điện. Anh ta được biết đến với sự không khoan dung đối với cái ác. Anh khao khát trở thành Chiến thần tiếp theo, và đối xử với Cửu Thần như một đối thủ. |
| Từ Kiếm          | Nguyên Chinh         | Thuộc hạ cũ của Cửu Thần. Một trong Tứ đại tướng quân của Thiên tộc. Ca ca của Nguyên Đồng. Anh bị nhiễm Ma khí trong cuộc chiến tranh Thiên giới và yêu cầu Cửu Thần giết chết, để không ảnh hưởng đến danh tiếng của gia đình.                                                                         |
| Hoàng Hải Băng   | Thiên Quân           | Một vị minh quân, cho dù biết Linh Tịch người mang Thần Ma lưỡng khí, nhưng bởi vì bản tính thiện lương, trợ giúp Cửu Thần trừ bỏ Ma khí trên người Linh Tịch |
| Lý Đống          | Bách Phiến Tiên Quân | Phụ trách truyền đạt mệnh lệnh của Thiên quân |
| Trần Bằng Vạn Lý | Khâm Nguyên          | Đệ tử của Nam Cực Tiên Ông, con nuôi của Trọng Hạo, có tình cảm với Bảo Thanh, biết được Trọng Hạo muốn giết nàng nên bí mật thả nàng đi |
| Tạ Viên          | Nam Cực Tiên Ông     | Cư trú ở Nam Cực tiên châu, sư phụ của Khâm Nguyên, phụ trách trông giữ Thủy Nguyệt đỉnh |
| Vương Hâm Đình   | Hoa Nhân             | Thiên Tiên, vốn là phàm nhân, về sau được cao nhân chỉ điểm, tu luyên hai vạn năm, rốt cục tu luyện thành tiên, ở Phù Vân điện làm giúp việc |
|                  |                      | |

### Đào Lâm
| Diễn viên      | Nhân vật  | Giới thiệu |
| -------------- | --------- | --- |
| Trương Chỉ Khê | Thanh Dao | Hậu duệ của Hồ tộc, nguyên hình của cô là một hồ li trắng chín đuôi. Đệ tử của Lạc Bá. Cô từng nuôi mối hận với Vân Phong do cái chết của chồng cô, nhưng sau đó lại yêu anh ta.                                                                                |
| Lý Úc          | Lạc Bá    | Chủ nhân của Rừng Đào Hoa. Cha nuôi của Linh Tịch, sư phụ của Thanh Dao. Năm vạn năm trước tại núi U Đô nhặt được Linh Tịch, phát hiện Linh Tịch người mang ma khí. Vì để che giấu Linh Tịch mà bỏ xuống thiên chức chuyên tâm tại rừng đào chiếu cố Tinh Tịch. |
| Viên Hạo       | Thừa Yến  | Đệ đệ của Thanh Dao, chân thân là một con Hồng hồ ly, cùng Linh Tịch cùng nhau lớn lên. |
| Dư Tử Tuyền    | Hoa Liễu  | Một tinh linh hoa được Thừa Yên đưa đến Rừng đào hoa. Hình dáng thật của cô là một chiếc lá tre. |
| Thôi Bằng      | Mạch Hoan | Đan Điểu nhất tộc, phu quân của Linh Nguyệt, cha đẻ của Linh Tịch. Năm vạn năm trước bị Viên Độ phái người giết chết. |

### Sơn Linh tộc
| Diễn viên     | Nhân vật            | Giới thiệu |
| ------------- | ------------------- | --- |
| Lý Đông Học   | Cảnh Hưu            | Hậu duệ của Huyền Điểu nhất tộc. Một người đàn ông đen tối, toan tính và phức tạp. Khi còn nhỏ, anh đã bị Viên Độ ép buộc phải ác ý với cha mình vì đã thông đồng với Ma tộc, khiến cả tộc của anh bị tiêu diệt. |
| Lưu Thiên Hàm | Linh Nguyệt         | Quốc chủ Sơn Linh tộc, hậu duệ của Phượng Hoàng tộc. Mẹ của Linh Tịch và vợ của Mạch Hoan. |
| Lưu Dĩng Luân | Bảo Thanh công chúa | Công chúa của Sơn Linh tộc, con gái nuôi của Linh Nguyệt, là một người phụ nữ xấu xa và kiêu ngạo. |
| Đỗ Dịch Hoành | Thích Tế            | Sơn Linh tộc tướng quân |
| Đỗ Hòa Thiến  | Thạch bà bà         | Tâm phúc của Linh Nguyệt |
| Cơ Hiểu Phi   | Sưởng Đình          | Thiên thần, sáu vạn tuổi, thông minh nhân hậu, tân nhiệm Sơn Linh tộc quốc sư, cuối cùng được Linh Tịch tiến cử trở thành tân nhiệm quốc chủ.                                                                    |
| Duơng Hồng Vũ | Vu                  | Sơn Linh tộc nam vu y |
| Vương Đình    | Tiểu Phúc           | Thị nữ của Linh Tịch |
| Ma Tuấn       | Viên Độ             | Quốc chủ đời trước Sơn Linh tộc, phụ thân của Linh Nguyệt. Bức hiếp Cảnh Hưu bán đứng tộc nhân, lại thừa cơ diệt Cảnh Hưu nhất tộc.                                                                              |

### Ma tộc
| Diễn viên    | Nhân vật       | Giới thiệu |
| ------------ | -------------- | --- |
|              | Vô Chi Kì      | Ma quân đời thứ tư |
| Tiết Hạo Văn | Trọng Hạo      | Con trai của Liệt Di, tướng cũ của Cửu Thần đã bị đày từ Cửu Thiên đến Sơn Lĩnh. Anh ta đã bán linh hồn của mình cho ma tộc sau khi bị Cảnh Hưu truy đuổi và giết chết. |
| Văn Chiêu    | Hắc Si         | Hậu duệ của Hám Sơn tộc. Hắn xuất hiện để hỗ trợ Trọng Hạo, nhưng thực chất là thuộc hạ của Cảnh Hưu.                                                                   |
|              | Thôn Thiên Thú | Tọa kỵ của Ma quân, sau Thần Ma đại chiến bị phong ấn, bởi vì Linh Tịch có mang ma khí đã giải phong ấn, vì bảo vệ Linh Tịch, bị Trọng Hạo giết chết.                   |

### Phàm gian
| Diễn viên       | Nhân vật                   | Giới thiệu |
| --------------- | -------------------------- | --- |
| Hầu Trường Vinh | Lâm Thiếu Hải              | Cha nuôi của Lâm Mặc (Linh Tịch hạ phàm lịch kiếp). Đem Lâm Mặc khi cô còn là một đứa trẻ về Lâm gia và yêu thương cô như là con ruột của mình.            |
| Đường Quần      | Cao thị / Lâm lão phu nhân | Mẹ của Lâm Thiếu Hải |
| Lâm Tịnh        | Dương thị / Bội Vân        | Vợ của Lâm Thiếu Hải, trước bởi vì Lâm Mặc có tật mà một mực không thể nào tiếp thu được nàng, sau cảm nhận được Lâm Mặc hiếu tâm, dần dần tiếp nhận nàng. |
| Dương Trí Địch  | Nhị thái thái / Thục Mai   | Vợ hai của Lâm Thiếu Hải, không thích Lâm Mặc |
| Cao Dục Phi     | Lâm Trán                   | Nhị tiểu thư, rất ghét Lâm Mặc |
| Nhậm Lạc Mẫn    | Tôn đại phu                | Một thầy thuốc nhận Lâm Mặc làm đệ tử của mình. |
| Trần Oánh       | Loan đại nương             | Giúp việc cho Tôn đại phu, rất chiếu cố Lâm Mặc |
| Thôi Hàng       | Thẩm Bùi Thư               | Tiên sinh dạy học, được Loan đại nương mai mối cho Lâm Mặc                                                                                                 |
|                 |                            | |

## Sản xuất
Bộ phim được sản xuất bởi nhóm sản xuất bộ phim truyền hình Tam sinh tam thế thập lý đào hoa năm 2017, họ đã nói rằng Tam sinh tam thế: Thần Tịch Duyên lấy bối cảnh trong cùng một thế giới hư cấu nhưng không được xem là phần tiếp theo mà chỉ xem như một phần phụ.
Bộ phim được quay tại Phim trường Hoành Điếm và Cam Túc từ tháng 7 đến tháng 12 năm 2018. Trương Chấn và Nghê Ni được công bố là diễn viên chính vào ngày 9 tháng 4 năm 2019 và trailer giới thiệu được phát hành cùng ngày. Bộ phim đánh dấu sự ra mắt màn ảnh nhỏ của Trương Chấn. Dàn diễn viên phụ còn lại được công bố vào ngày 9 tháng 5 năm 2019.

## Đón nhận
Bộ phim đã nhận được những đánh giá tích cực về cốt truyện và diễn xuất, điểm Douban ban đầu là 5,4 đã tăng lên 8,3. Nó nhận được lời khen ngợi vì đã truyền bá nét đẹp của văn hóa Trung Quốc và thúc đẩy các giá trị tích cực.

## Phát sóng
| Quốc gia   | Kênh          | Thời gian phát sóng      |
| ---------- | ------------- | ------------------------ |
| Trung Quốc | IQIYI         | Ngày 15 tháng 7 năm 2019 |
| Đài Loan   | IQIYI         | Ngày 15 tháng 7 năm 2019 |
| Malaysia   | Astro HD      | Ngày 19 tháng 7 năm 2019 |
| Trung Quốc | Hồ Bắc TV     | Ngày 26 tháng 1 năm 2020 |
| Trung Quốc | Thâm Quyến TV | Ngày 26 tháng 1 năm 2020 |
| Singapore  | HUB           | Ngày 21 tháng 2 năm 2020 |
| Nhật Bản   | LalaTV        | Ngày 21 tháng 8 năm 2020 |

## Nhạc phim
| STT | Nhan đề                          | Phổ lời    | Phổ nhạc      | Thể hiện                         | Thời lượng |
| --- | -------------------------------- | ---------- | ------------- | -------------------------------- | ---------- |
| 1.  | "Là duyên - 是缘" (Chủ đề)       | Đoạn Tư Tư | Đàm Toàn      | Dương Tông Vĩ                    | 4:35       |
| 2.  | "Kẻ ngốc trong mây - 云上的傻瓜" | Đoạn Tư Tư | Đàm Toàn      | Lục Hổ                           | 3:43       |
| 3.  | "Nước chảy từ trời - 水从天上来" | Lưu Sướng  | Đàm Toàn      | Trương Bích Thần, Trịnh Vân Long | 4:55       |
| 4.  | "Giải ưu - 解忧" (Nhạc kết)      | Lưu Sướng  | Đàm Toàn      | Trương Lương Dĩnh                | 4:14       |
| 5.  | "Tiếng chim rừng - 鸟语林"       | Lưu Sướng  | Thiền Du Long | Song Sênh                        | 4:19       |

## Giải thưởng và đề cử
| Năm  | Lễ trao giải                                                    | Giải thưởng                                       | Đề cử           | Kết quả   | Tham khảo     |
| ---- | --------------------------------------------------------------- | ------------------------------------------------- | --------------- | --------- | ------------- |
| 2019 | Liên hoan phim Internet lần thứ 3                               | Đạo diễn được mong đợi nhất                       | Quách Hổ        | Đoạt giải | [ 10 ]        |
| 2019 | Giải thưởng Hoa Đỉnh lần thứ 26                                 | Nam diễn viên chính xuất sắc nhất - phim cổ trang | Trương Chấn     | Đề cử     | [ 11 ]        |
| 2019 | Giải thưởng Hoa Đỉnh lần thứ 26                                 | Nữ diễn viên chính xuất sắc nhất - phim cổ trang  | Nghê Ni         | Đề cử     | [ 11 ]        |
| 2019 | Giải thưởng Cá nóc vàng năm 2019                                | Chính kịch hay nhất                               | Thần Tịch duyên | Đoạt giải | [ 12 ]        |
| 2019 | Liên hoan phim truyền hình Kim Cốt Đóa lần thứ 4                | Siries webdrama hay nhất                          | Thần Tịch duyên | Đề cử     | [ 13 ] [ 14 ] |
| 2019 | Liên hoan phim truyền hình Kim Cốt Đóa lần thứ 4                | Top 10 series webdrama hàng đầu                   | Thần Tịch duyên | Đoạt giải | [ 13 ] [ 14 ] |
| 2019 | Liên hoan phim truyền hình Kim Cốt Đóa lần thứ 4                | Nam diễn viên chính xuất sắc nhất                 | Trương Chấn     | Đề cử     | [ 13 ] [ 14 ] |
| 2019 | Liên hoan phim truyền hình Kim Cốt Đóa lần thứ 4                | Nữ diễn viên chính xuất sắc nhất                  | Nghê Ni         | Đề cử     | [ 13 ] [ 14 ] |
| 2019 | Sina Film & TV Awards                                           | Top 10 bộ phim truyền hình hàng đầu               | Thần Tịch duyên | Đoạt giải | [ 15 ]        |
| 2020 | Bảng xếp hạng mô hình vai diễn điện ảnh và truyền hình năm 2019 | Nữ diễn viên phụ nổi tiếng                        | Trương Chỉ Khê  | Đoạt giải | [ 16 ]        |
| 2020 | Giải Emmy quốc tế lần thứ 48                                    | Phim truyền hình hay nhất                         | Thần Tịch duyên | Đề cử     | [ 17 ]        |
| 2020 | Giải thưởng Truyền hình Châu Á lần thứ 25                       | Đạo diễn phim truyền hình xuất sắc nhất           | Lâm Ngọc Phân   | Đề cử     |               |
| 2020 | Giải thưởng Truyền hình Châu Á lần thứ 25                       | Quay phim tốt nhất                                |                 | Đề cử     |               |
| 2020 | Giải thưởng Truyền hình Châu Á lần thứ 25                       | Kịch bản gốc hay nhất                             |                 | Đề cử     |               |